# Hue and cry
Uno hue and cry (grido d'allarme - pianto con clamore), nei sistemi di common law, indica un procedimento attraverso il quale gli astanti (presenti sul posto) sono chiamati a contribuire alla cattura di un criminale che è stato visto da testimoni nell'atto di commettere un delitto. 

## Etimologia
È possibile che si tratti di una anglicizzazione via anglo-francese del Latino, hutesium et clamor, che significa "un corno e grida". Ma altre fonti indicano che è sempre stata una frase un po' ridondante significante clamore e urlare. "Hue" sembra provenire dall'antico francese huer che significa gridare, e antico francese crier che significa piangere.

## Storia
Dallo statuto di Winchester del 1285, Edoardo I - 13 cc. 1 e 4, è stato previsto che chiunque, sia un conestabile o un privato cittadino, che sia stato testimone di un crimine deve gridare un "hue and cry", e che lo stesso "hue and cry" deve essere mantenuto contro la fuga di un criminale da città a città e da contea a contea, fino a quando il malfattore sia stato arrestato e consegnato allo sceriffo.
Tutti gli uomini abili, dopo aver sentito le grida, erano obbligati ad assistere nell'inseguimento del criminale; comportamento che lo rende paragonabile al posse comitatus. Veniva inoltre previsto che "tutta la Centena ... deve rispondere" per qualsiasi furto o rapina; in effetti una forma di punizione collettiva. Coloro che hanno sollevato falsamente un "clamore" erano colpevoli di un crimine.

## Curiosità
In Oliver Twist, Fagin legge lo Hue and Cry che fu uno dei primi nomi del settimanale Police Gazette (UK) magazine che dettagliava i crimini e i ricercati.